# Sihugo Green
Sihugo "Si" Green (Nova York, 20 d'agost de 1933 - Pittsburgh, Pensilvania, 4 d'octubre de 1980) fou un jugador de bàsquet estatunidenc que va jugar durant nou temporades a l'NBA. Fou el número u del draft de l'NBA del 1956. Feia 1,88 metres, i jugava en la posició de base.

## Trajectòria esportiva

### Universitat
Va jugar durant 4 temporades amb els Dukes de la Universitat de Duquesne, amb els quals va fer una mitjana de 19,8 punts i 11,6 rebots per partit.

### Professional
Va ser triat en la primera posició del Draft de l'NBA del 1956 pels Rochester Royals. Va jugar durant 9 temporades com a professional, en 5 equips diferents. Es va retirar en finalitzar la temporada 1965-66, guanyant amb Boston Celtics el seu únic anell de campió. En total va fer una mitjana de 9,2 punts, 4,3 rebots i 3,3 assistències.

## Defunció
Va morir el 1980, víctima d'un càncer.